# اندرو اپل
اندرو اپل (انگلیسی: Andrew Appel؛ زادهٔ ۱ ژانویهٔ ۱۹۶۰) یک دانشمند رایانه و استاد علوم رایانه در دانشگاه پرینستون، نیوجرسی و اهل ایالات متحده آمریکا است. وی به خاطر کتاب‌هایی که در زمینه کامپایلر نوشته است، شناخته شده است. استاد علوم کامپیوتر دانشگاه پرینستون، یوجین هیگینز، است. او به ویژه به خاطر کتاب‌های کامپایلرش، سری «پیاده‌سازی کامپایلر مدرن در یادگیری ماشین» و همچنین «کامپایل با ادامه‌ها» شناخته شده است. او همچنین به همراه دیوید مک‌کوئین، جان اچ. رپپی، ماتیاس بلوم و دیگران و یکی از نویسندگان Rog-O-Matic، از مشارکت‌کنندگان اصلی در کامپایلر استاندارد یادگیری ماشین نیوجرسی است.

## زندگی‌نامه
اندرو اپل پسر ریاضیدان کنت اپل است که قضیه چهار رنگ را در سال ۱۹۷۶ اثبات کرد. اپل در سال ۱۹۸۱ پس از تکمیل پایان‌نامه ارشد خود با عنوان «بررسی خوشه‌بندی کهکشانی با استفاده از الگوریتم N-جسمی با سرعت مجانبی»، زیر نظر جیم پیبلس، برنده جایزه نوبل، با رتبه عالی و مدرک کارشناسی ارشد در رشته فیزیک از دانشگاه پرینستون فارغ‌التحصیل شد. او بعداً در سال ۱۹۸۵ مدرک دکترا (علوم رایانه) را از دانشگاه کارنگی ملون دریافت کرد. او در سال ۱۹۹۸ به دلیل تحقیقاتش در مورد زبان‌های برنامه‌نویسی و کامپایلرها، عضو انجمن ماشین‌های حسابگر شد.
در سال ۱۹۸۱، اپل رویکرد بهتری برای مسئله n-جسمی در زمان خطی-ریتمی به جای زمان درجه دوم ارائه داد.